# Хоанг Суан Винь
Хоанг Суан Винь (вьет. Hoàng Xuân Vinh, тьы-ном 黃春榮; 6 октября 1974) — вьетнамский стрелок из пистолета. Первый олимпийский чемпион в истории Вьетнама.

## Карьера
Первый успех на международных соревнованиях Хоанг Суан Винь добыл в 2006 году, когда вместе с командой стал бронзовым призёром Азиатских игр в стрельбе из пневматического пистолета.
С 2007 года стал регулярно принимать участие в этапах Кубка мира по стрельбе, но долгое время успехов на этом уровне не имел.
На Олимпийских играх дебютировал в 2012 году, выступив в Лондоне в двух видах программы. В стрельбе из пневматического пистолета ему не хватило лишь одного точного выстрела для выхода в финал. С результатом 582 очка из 600 возможных он стал девятым. В стрельбе из пистолета с 50 метров занял четвёртое место, уступив бронзовому призёру Ван Чживэю минимальные 0,1 балла.
В 2013 году на этапе Кубка мира в корейском Чханвоне впервые в карьере одержал победу, обновив мировой рекорд финального раунда. Год спустя одержал и вторую победу, вновь зафиксировав мировой рекорд.
В первый день Олимпиады в Рио-де-Жанейро Хоанг Суан Винь стал первым в истории Вьетнама олимпийским чемпионом, выиграв соревнования по стрельбе из пневматического пистолета. В квалификации он набрал 581 балл, заняв четвёртое место, а в финале с самого начала выбрался в лидеры, но перед последним выстрелом вьетнамец 0,2 очка уступал бразильцу Фелипе Алмейде У. Последним выстрелом вьетнамец выбил 10,7, а бразилец только 10,1, таким образом Хоанг Суан Винь опередил соперника на 0,4 очка, набрав в итоге в финале 202,5 очка.
10 августа вьетнамец имел отличные шансы выиграть свое второе золото. Он лидировал в финале стрельбы из пистолета с 50 метров, опережая олимпийского чемпиона 2008 и 2012 годов в этой дисциплине Чина Джона О из Республики Корея почти на 5 очков. Но ближе к концу финала вьетнамец начал ошибаться и перед последней серией из двух выстрелов его преимущество сократилось до 0,2 очка. В последней серии вьетнамец набрал только 16,7 очка (8,5+8,2, два его худших выстрела в финале), тогда как кореец — 19,3 очка (10,0+9,3), что принесло ему четвёртое олимпийское золото в карьере.